# Rex Harrison
Sir Reginald Carey „Rex“ Harrison (5. března 1908 Huyton, Velká Británie – 2. června 1990 New York, USA) byl britský herec, nositel prestižního ocenění Americké filmové akademie Oscar i dvojnásobný držitel americké divadelní ceny Tony, otec herce a zpěváka Noela Harrisona.
Začínal jakožto herec u liverpoolské kočovné divadelní společnosti v roce 1924, kde získal svoji základní hereckou průpravu. Divadlu se od té doby aktivně věnoval (s výjimkou období 2. světové války) prakticky až do své smrti v roce 1990.
Své první úspěchy u filmu však získal až ve třicátých letech 20. století v kalifornském Hollywoodu. Mezi jeho nejznámější divadelní hry a filmy patří zejména jeho role profesora Higginse ve světoznámém muzikálu My Fair Lady, který hrál úspěšně mnoho let v divadle na Broadwayi společně s Julií Andrewsovou, ve filmové verzi z roku 1964 ji nahradila Audrey Hepburnová. Velmi známá je i jeho role v americkém velkofilmu Kleopatra z roku 1963, kde ztvárnil postavu Gaia Julia Caesara, mezi jeho pozoruhodné filmové role patří i postava papeže Julia II. z amerického filmu Ve službách papeže.

## Zajímavosti
- Celý život neviděl na jedno oko v důsledku nemoci z dětství
- Během 2. světové války sloužil u Britského královského letectva, kde dosáhl hodnosti plukovníka
- Dne 25. července 1989 byl britskou královnou Alžbětou II. povýšen do šlechtického stavu
- Byl celkem šestkrát ženat a zplodil celkem dvě děti

## Nejznámější filmy, výběr
- 1937 Bouře v šálku čaje
- 1945 Rozmarný duch
- 1946 Anna a král Siamu
- 1947 Dobrodružství paní Muirové
- 1963 Kleopatra (Gaius Julius Caesar)
- 1964 My Fair Lady (profesor Higgins – Oscar za herecký výkon v hlavní roli)
- 1965 Ve službách papeže (papež Julius II.)
- 1965 Žlutý Rolls-Royce
- 1967 Pan doktor a jeho zvířátka
- 1968 Brouk v hlavě (dvojrole)
- 1979 Železná maska